# Антенал
Антенал (итал. Antenal) је насељено место у Републици Хрватској у Истарској жупанији. Административно је у саставу града Новиграда.
Насеље Антенал налази се самом ушћу реке Мирне, некада важна лука и раскрснца путева. Преко ушћа Мирне у Антеналу изграђен је мост и брана преко које води пут за Пореч.
Још у доба Римљана, Антенал и ушће Мирне били су велика саобраћајна раскрсница преко које су водили важни морски и копнени путеви

## Становништво
Према последњем попису становништва из 2001. године у насељу Антенал живела су 153 становника који су живели у 133 породична домаћинства.
Кретање броја становника по пописима 1857—2001.
| година пописа  | 1857. | 1869. | 1880. | 1890. | 1900. | 1910. | 1921. | 1931. | 1948. | 1953. | 1961. | 1971. | 1981. | 1991. | 2001. |
| бр. становника | 0     | 0     | 0     | 25    | 36    | 43    | 0     | 0     | 97    | 116   | 168   | 116   | 101   | 130   | 153   |

Напомена:Од 1857. до 1880. и 1921. подаци су садржани у насељу Новиград, а 1931. у насељу Бужинија. Као насеље исказује се од 1953.